# Posek
| Židé a judaismus |
| Židé • Judaismus • Kdo je Žid |
| Ortodoxní • Konzervativní (Masorti) Progresivní (Reformní - Liberální) • Ultraortodoxní Samaritáni • Falašové • Karaité                                                                                            |
| Etnické skupiny a jazyky |
| Aškenázové • Sefardové • Mizrachim Hebrejština • Jidiš • Ladino • Ge'ez • Buchori |
| Populace (vývoj) |
| Evropa • Amerika • Asie • Afrika • Austrálie |
| Náboženství |
| Bůh • Principy víry • Boží jména 613 micvot • Halacha • Noachidské zákony Mesiáš • Eschatologie |
| Židovské myšlení, filosofie a etika |
| Židovská filosofie Cdaka • Musar • Vyvolenost Chasidismus • Kabala • Haskala |
| Náboženské texty |
| Tóra • Tanach • Mišna • Talmud • Midraš Tosefta • Mišne Tora • Šulchan aruch Sidur • Machzor • Pijut • Zohar |
| Životní cyklus, tradice a zvyky |
| Obřízka • Pidjon ha-ben • Simchat bat • Bar micva Šiduch • Svatba • Ketuba • Rozvod (Get) • Pohřeb Kašrut • Židovský kalendář • Židovské svátky Talit • Tfilin • Cicit • Kipa Mezuza • Menora • Šofar • Sefer Tora |
| Významné postavy židovství |
| Abrahám • Izák • Jákob • Mojžíš Šalomoun • David • Elijáš • Áron Maimonides • Nachmanides • Raši Ba'al Šem Tov • Ga'on z Vilna • Maharal                                                                           |
| Náboženské budovy a instituce |
| Chrám • Synagoga • Ješiva • Bejt midraš Rabín • Chazan • Dajan • Ga'on Kohen (kněz) • Mašgiach • Gabaj • Šochet Mohel • Bejt din • Roš ješiva                                                                      |
| Židovská liturgie |
| Šema • Amida • Kadiš Minhag • Minjan • Nosach Šacharit • Mincha • Ma'ariv • Musaf |
| Dějiny Židů |
| starověk • středověk • novověk |
| Blízká témata |
| Antisemitismus • Gój • Holocaust • Izrael Filosemitismus • Sionismus Abrahámovská náboženství |
| z • d • e |

Posek (hebrejsky פוסק, mn. č. poskim, פוסקים, též latinsky decisor) je židovský učenec, který může přijímat závazná rozhodnutí (psak din, psak halacha, mn. č. pesakim) při výkladu duchovních zákonů, které se týkají ortodoxně židovského způsobu života (halachy).
Decisor svůj výklad zákona podává buď písemně, jak je tomu např. u Maimonidesovy Mišne Tora, nebo formuluje závazné vyjádření k jednotlivým otázkám, responsám. Množství středověkých a raně novověkých rabínů a učenců mělo tento čestný titul.
Každý ortodoxní rabín je vzdělán tak, aby mohl převzít decisorskou funkci v rámci obce.
Tento titul se vztahuje na rabínské autority od uzavření Talmud po současnost, s následným rozdělením:
- Kadmonim (nejstarší), do 10. století (Sa'adja);
- Rischonim (první), do 15. století (Alfasi, Maimonides);
- Acharonim (poslední), 16.–18. století (Ja'akov ben Ašer, Josef Karo, Moše Isserles)